# Oberstaufen Cup 1992
L'Oberstaufen Cup 1992 è stato un torneo di tennis facente parte della categoria ATP Challenger Series nell'ambito dell'ATP Challenger Series 1992. Il torneo si è giocato a Oberstaufen in Germania dal 20 al 26 luglio 1992 su campi in terra rossa.

## Vincitori

### Singolare
Massimo Valeri ha battuto in finale  Martin Sinner con il punteggio di 6–3, 6–3

### Doppio
Johan Anderson /  Lars-Anders Wahlgren hanno battuto in finale  Filip Dewulf /  Tom Vanhoudt con il punteggio di 2–6, 7–6, 6–4